# 武装部队服役章 (美国)
武装部队服役章是一项美国军事奖励，它由时任美国总统克林顿于1996年1月11日12985号总统令颁行实施。此章授予服役期间参与“具有重大意义行动”的在役人员，且其并未因此被授予其他军功章及服役章。
“具有重大意义行动”包括维和任务、人道主义援助任务以及由北约或联合国组织的联合军事任务。
武装部队服役章最初是设计以取代武装部队远征章的，然而最终决定将两者区分开来。武装部队服役章针对于不涉及外国敌对军事力量的行动，而武装部隊远征章则是针对于战斗行动及战斗支援行动。
获得武装部队服役章的最低标准是，该人员必须在某一特定作业区不间断执行任务达30天以上。对于军机机组人员则必须在指定飞行区域执行至少30次飞行任务。
美国国防部规定参与以下在南斯拉夫的军事行动的服役人员可同时获得武装部队服役章及武装部隊远征章：
- 波黑、克罗地亚、匈牙利（联合警卫行动）1996年12月20日 - 1998年6月20日
- 波黑、克罗地亚、意大利、匈牙利（联合努力行动）1995年11月20日 - 1998年12月19日

此章还可授予在8月27日2005年至2006年2月27日期间参加飓风卡特里娜及飓风丽塔救灾工作中，连续服务30天或累积服务60天的美军服役人员。
多次获得该章者将以星加缀。